# SN 1968G
SN 1968G – supernowa typu I odkryta 23 kwietnia 1968 roku w galaktyce A081554+2028. W momencie odkrycia miała maksymalną jasność 17,40m.